# Kiss (альбом Bad Boys Blue)
Kiss (с англ. — «Поцелуй») — девятый студийный альбом немецкой евродиско-группы Bad Boys Blue, вышедший в 1993 году.

## Об альбоме
Kiss содержит один хит группы — «Kiss You All Over, Baby» (в исполнении Джона МакИнерни, ранее эта композиция была записана в исполнении Тревора Тэйлора). Также в альбоме присутствует изменённая версия композиции — «I Live», а также хит предыдущего альбома — «Save Your Love» на испанском языке под названием «Aguarda Tu Amor».
Композиция «The Woman I Love» в исполнении Эндрю Томаса. В альбоме присутствует хит второго альбома группы (Heart Beat) — «Kisses And Tears (My One And Only)». Композиция «I Do It All For You, Baby» в исполнении Тревора Баннистера. Таким образом этот альбом — сборник.

## Список композиций
1. «Kiss You All Over, Baby» (4:22)
2. «Sooner Or Later» (3:42)
3. «Kisses And Tears (My One And Only)» (3:55)
4. «The Woman I Love» (3:35)
5. «I Do It All For You, Baby» (3:35)
6. «I Live» (4:06)
7. «Heart Of Midnight» (3:50)
8. «Where Have You Gone?» (3:30)
9. «Save Your Love (Aguarda Tu Amor)» (3:58)
10. «I’m Still In Love» (3:52)
11. «I Totally Miss You (U.S. Remix)» (4:50)